# 海濟夫卡
51°3′40″N 34°2′21″E / 51.06111°N 34.03917°E
海濟夫卡（烏克蘭語：Гезівка）是位於烏克蘭東北部的村莊，由蘇梅州蘇梅區的沃羅日巴市鎮負責管轄。該村處於洛克尼亞河左岸，分別距離博希夫卡1公里和汉尼夫斯凯2公里，海拔高度158米，2001年人口15。